# Krzysztof Kolberger
Krzysztof Marek Kolberger (ur. 13 sierpnia 1950 w Gdańsku, zm. 7 stycznia 2011 w Warszawie) – polski aktor i reżyser. Zagrał w kilkudziesięciu spektaklach teatralnych oraz ponad 70 filmach i serialach telewizyjnych.
Odznaczony Srebrnym Krzyżem Zasługi (1977), Odznaką „Zasłużony Działacz Kultury” (1997), Krzyżem Kawalerskim Orderu Odrodzenia Polski (2005), Krzyżem Oficerskim Orderu Odrodzenia Polski (2007, Medalem „Zasłużony Kulturze Gloria Artis” (2008) i pośmiertnie Krzyżem Komandorskim Orderu Odrodzenia Polski (2011). Otrzymał także Złoty Mikrofon (2005) za „wielkie radiowe kreacje w utworach klasyki polskiej i światowej”, nagrodę Totus (2009) za „osiągnięcia w dziedzinie kultury chrześcijańskiej” i Wielki Splendor (2009) za całość dokonań artystycznych. Laureat nagrody Mistrz Mowy Polskiej (2006).

## Życiorys

### Młodość
Urodził się w Gdańsku. Nazwisko ojca, Antoniego Kolbergera, i jego zostało zmienione w 1953; pierwotnie zapisywane było jako Kohlberger. Jego matka, Wanda Kolberger (z domu Ostałowska), była nauczycielką i prowadziła klub dziennikarza w Domu Prasy prowadząc klub dziennikarza, a ojciec pochodził ze Lwowa i był inżynierem telekomunikacji w Warszawie. Dorastał z siostrą Barbarą w części willi w Gdańsku-Wrzeszczu przy ul. Karłowicza. Grał w siatkówkę i początkowo myślał o karierze sportowca, jednak plany pokrzyżowały mu liczne kontuzje. Rozmyślał też o seminarium duchownym. Uczęszczał na zbiórki harcerskie i udzielał się w kółku charytatywnym przy kościele. Jako nastolatek brał udział w szkolnych akademiach. Zdobywał nagrody na konkursach recytatorskich i tanecznych.
W 1968 ukończył IX Liceum Ogólnokształcące w Gdańsku, gdzie stworzył kabaret „Syfon”. Po maturze pojechał na egzaminy do warszawskiej PWST, jednak jego nazwisko nie znalazło się na liście przyjętych, bo komisja uznała, że ma martwy wzrok i zeza; został wpisany na listę dopiero po tym, jak przyniósł zaświadczenie od lekarza o okularach. Studiował na jednym roku m.in. z Ewą Dałkowską, Markiem Kondratem, Jadwigą Jankowską-Cieślak i Jerzym Radziwiłowiczem. Kształtował się pod okiem Ignacego Gogolewskiego i Adama Hanuszkiewicza.
W 1971 wystąpił w roli reżysera w sztuce W małym dworku Stanisława Ignacego Witkiewicza w reżyserii Jana Skotnickiego. W 1972 zagrał Pana Młodego i Władzia w spektaklu dyplomowym Akty według Stanisława Wyspiańskiego i Sławomira Mrożka w reżyserii Jerzego Jarockiego.

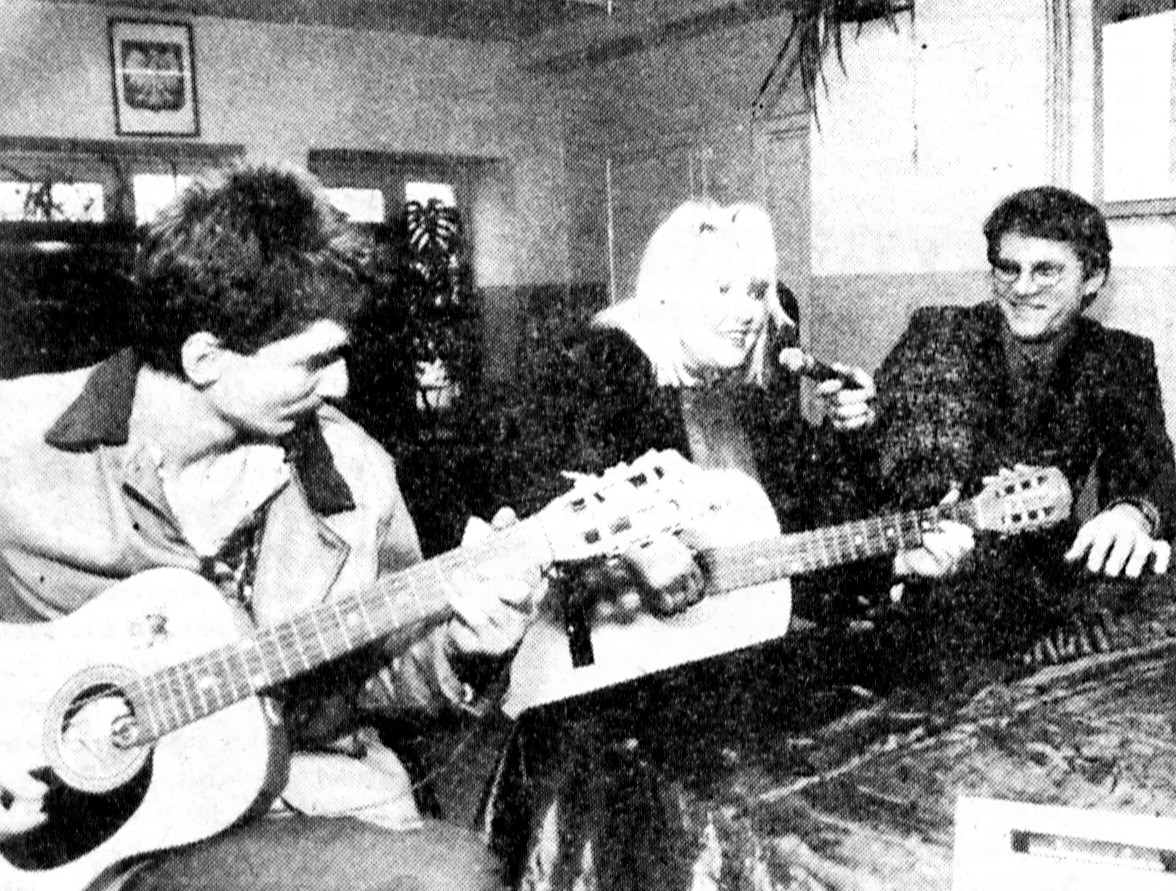
Maryla Rodowicz i Kolberger podczas występu w więzieniu przy ul. Kleczkowskiej we Wrocławiu

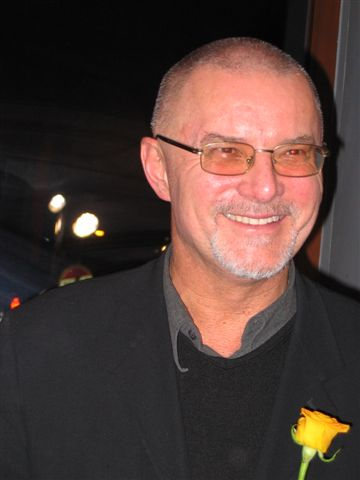
Kolberger (2004)

### Kariera sceniczna

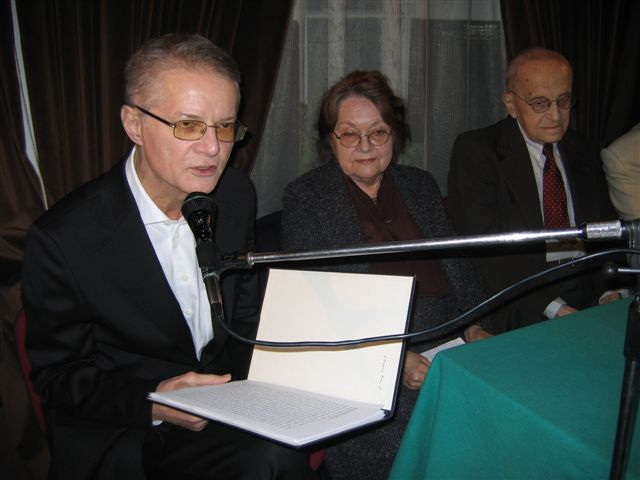
Kolberger i Władysław Kopaliński (2006)

Po ukończeniu studiów dostał etat u swojego wykładowcy Ignacego Gogolewskiego w Teatrze Śląskim w Katowicach, gdzie w 1972 zadebiutował rolą Kubusia w Hyde Parku Adama Kreczmara w reżyserii Zbigniewa Bogdańskiego. W 1973 przeniósł się do Warszawy i otrzymał angaż w Teatrze Narodowym w Warszawie kierowanym przez Adama Hanuszkiewicza. Grał w spektaklach inscenizowanych przez Hanuszkiewicza i mierzył się przede wszystkim z polską klasyką. To wtedy przylgnął do niego wizerunek bohatera romantycznego, później potwierdzony w filmie. W Teatrze Narodowym pracował w latach 1973–1982. Został zapamiętany przede wszystkim jako Wacław / Poeta w Wacława dziejach według poematu Stefana Garczyńskiego (1973), Jasiek w Weselu (1974), Aleksiej Nikołajewicz Bielajew w Miesiącu na wsi Iwana Turgieniewa (1974), Sawa w Śnie srebrnym Salomei Juliusza Słowackiego (1977), Alfred w Mężu i żonie Aleksandra Fredry (1977), Konrad w Dziadach (1978) i Iwan w Braciach Karamazow (1979).
Występował w warszawskich teatrach: Współczesnym (1982–1987), gdzie zagrał m.in. Lorenza de Medici w Lorenzacciu Alfreda de Musset (1986), Dramatycznym (1987–1988), Ateneum (1988–2000), Komedia (1994–1995, 2002), Scena Prezentacje (1996) i Studio im. Stanisława Witkiewicza, gdzie zagrał Kocha w Zachodnim wybrzeżu Bernarda-Marie Koltèsa w reż. Krzysztofa Warlikowskiego (1998) i Trigorina w Mewie Antoniego Czechowa w reż. Zbigniewa Brzozy (2003). Po latach przerwy powrócił do Teatru Narodowego, gdzie w latach 1999–2011 zagrał m.in. Lucyfera w Wybrałem dziś zaduszne święto wg Samuela Zborowskiego Słowackiego w reż. Janusza Wiśniewskiego (1999) i Stańczyka w Weselu Wyspiańskiego w inscenizacji Jerzego Grzegorzewskiego (2000). Jego ostatnią rolą teatralną był brat Franciszek w komedii Shakespeare’a Wiele hałasu o nic w reż. Macieja Prusa (2008).
Wyreżyserował spektakle: Żołnierz królowej Madagaskaru w Operze Szczecińskiej w 1993, Nędza uszczęśliwiona w Teatrze Wielkim w Warszawie w 1994 i Teatrze Wielkim w Poznaniu w 1997, Cud mniemany, czyli Krakowiacy i Górale w Operze Wrocławskiej 1994 i Teatrze Wielkim w Poznaniu w 1999, Królewna Śnieżka i siedmiu krasnoludków w Teatrze Komedia w Warszawiew 1994 i Operze Szczecińskiej w  1999, Kocham O’Keeffe w Teatrze Bajka w Warszawie w 2005, Henryk VI na łowach w Teatrze Wielkim w Poznaniu w 2007 oraz Konopielka i Wiersze Jana Brzechwy i Juliana Tuwima we Wrocławskim Teatrze Lalek w 2008.

### Kariera ekranowa
Brał udział w realizacjach Teatru Telewizji, w tym w Lucy Crown Irwina Shawa w reż. Andrzeja Łapickiego (1972), w tytułowej roli w Don Carlosie Friedricha Schillera w reż. Macieja Zenona Bordowicza (1973), w roli Romea w Romeo i Julii Shakespeare’a w reż. Jerzego Gruzy (1974) i Maćka Chełmickiego w adaptacji Popiołu i diamentu Jerzego Andrzejewskiego w inscenizacji Zygmunta Hübnera (1974).
Zadebiutował na szklanym ekranie w głównej roli Józka w dramacie telewizyjnym Ewy Kruk Koniec babiego lata (1974). Przełom w karierze filmowej zaliczył rolą Zbigniewa, syna Wojewody (Mieczysław Voit) w dramacie Gustawa Holoubka Mazepa Słowackiego (1975) i kreacją hrabiego Dezyderego Chłapowskiego w Najdłuższej wojnie nowoczesnej Europy (1979–1981) Jerzego Sztwiertni. Stał się twarzą pokolenia młodych Polaków epoki Edwarda Gierka. W lipcu 1975 trafił na okładkę tygodnika „Film”. Za rolę pana młodego w Kontrakcie (1980) Krzysztofa Zanussiego otrzymał nagrodę za najlepszą rolę męską na festiwalu koszalińskim „Młodzi i Film” (1981).
„Był człowiekiem bardzo prawym i uporządkowanym wewnętrznie. Posiadał głęboką duchowość i taką swoją – intymną, bo on tego publicznie nie demonstrował – filozofię życia, pełną harmonii, z dala od spraw tego świata” – wspominał aktora Kazimierz Kutz.
Następnie zagrał kolejne role filmowe: dziennikarza w Hotelu klasy lux (1979) Ryszarda Bera, Anonimusa w Epitafium dla Barbary Radziwiłłówny (1982) Janusza Majewskiego, psychologa w Jeśli się odnajdziemy (1982) Romana Załuskiego, żołnierza Września, śląskiego konspiratora w Na straży swej stać będę (1983) Kazimierza Kutza, nauczyciela udającego się za granicę z poufną misją podziemnych władz „Solidarności” w Ostatnim promie (1989) Waldemara Krzystka, wychowawcę poprawczaka w Zakładzie (1990) Teresy Kotlarczyk, partyjnego sekretarza w Kuchni polskiej (1991) i 1968. Szczęśliwego Nowego Roku (1992) Jacka Bromskiego czy Adama Mickiewicza w Panu Tadeuszu (1999) Andrzeja Wajdy. Zagrał także w dwóch filmach Leszka Wosiewicza: blokowego w Kornblumenblau (1988) i ojca w Kronikach domowych (1997).
Uznanie telewidzów zyskał dzięki roli Karola Chłapowskiego w Modrzejewskiej (1989) Jana Łomnickiego, Reinholda Heidensteina, sekretarza Jana Zamoyskiego w Kanclerzu (1989) Ryszarda Bera, szefa UOPu w Ekstradycji (1995–1998) czy szefa mafii w Sforze (2002) i Fałszerzach – powrocie Sfory (2006) Wojciecha Wójcika.

### Dubbing, radio i telewizja
Wielokrotnie nagrywał role dubbingowe, pełnił funkcję lektora w filmach dokumentalnych, oświatowych i animowanych. W serialu telewizyjnym Wojciecha Solarza Wielka miłość Balzaka (1973) dubbingował rolę poety Lesińskiego w salonie Hańskich w Wiedniu (Marek Bargiełowski). Użyczył głos Rudy’emu Jordache (Peter Strauss) w polskiej wersji językowej serialu Pogoda dla bogaczy (1976).
Na dorobek radiowy Kolbergera składają się role w słuchowiskach i audycjach poetyckich Teatru Polskiego Radia. Od 1976 występował w różnych audycjach poetyckich i był ich reżyserem. Zapisał się w pamięci słuchaczy Programu 1 Polskiego Radia recytując wiersze w ramach cyklu Strofy dla ciebie w Lecie z Radiem. Za swoją działalność radiową został nagrodzony przez Polskie Radio Złotym Mikrofonem oraz Wielkim Splendorem (2009).
Wyreżyserował album muzyczny dla dzieci pt. Bajki Natalki (wyd. 1988), który jako pierwszy w historii polskiej fonografii zdobył status platynowej płyty. Nagrał też Najpiękniejsze baśnie: Królewna Śnieżka (wyd. Pani Domu, 2002) i Karierę Nikodema Dyzmy Tadeusza Dołęgi-Mostowicza (Gazeta Wyborcza, 2007).
W 2000 prowadził teleturniej Juliusz Słowacki w TVP1.
Za jedno z najważniejszych zadań aktorskich w swoich karierze uważał przeczytanie testamentu Jana Pawła II w czasie żałoby po śmierci papieża w kwietniu 2005. Wystąpił także jako narrator i solista u boku Krystyny Tkacz, Beaty Rybotyckiej i Krzysztofa Gosztyły w Mszy Polskiej H.F. Tabęckiego, do słów ks. Twardowskiego.

### Działalność społeczna
W stanie wojennym wspierał Prymasowski Komitet Pomocy Osobom Pozbawionym Wolności i ich Rodzinom. Był honorowym przewodniczącym Stowarzyszenia Chorych na Raka Nerki oraz członkiem Honorowego Komitetu Rozwoju Centrum Onkologii Ziemi Lubelskiej im. św. Jana z Dukli.

## Życie prywatne
Do początku lat 80. był mężem aktorki Anny Romantowskiej, z którą miał córkę, Julię. Był gejem i pozostawał w wieloletnim związku z innym mężczyzną, co w 2021 potwierdziła jego córka w wywiadzie dla magazynu „Replika”.
Chorował na raka nerki. Przeszedł dwie operacje, które w istotny sposób zmieniły jego podejście do życia i do wykonywanego zawodu, m.in. wpłynęły na podjęcie się przez niego reżyserii, o czym opowiedział w książce pt. „Przypadek nie-przypadek. Rozmowa między wierszami księdza Jana Twardowskiego” z 2007.

Zmarł 7 stycznia 2011 wskutek niewydolności krążenia.

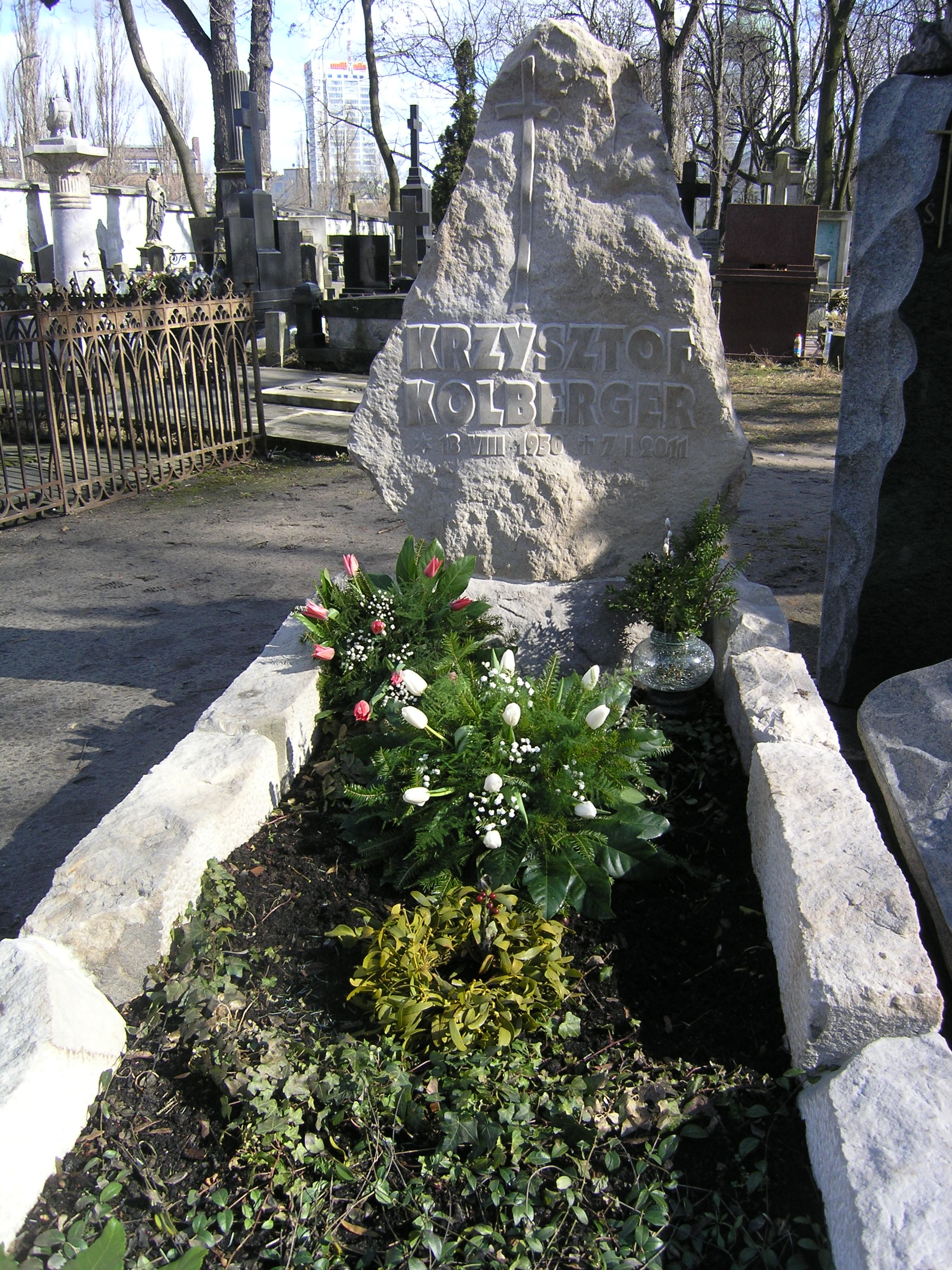
Grób Kolbergera na cmentarzu Powązkowskim w Warszawie (2012)

Został pochowany 13 stycznia 2011 na cmentarzu Powązkowskim (kwatera 23 wprost-1-20).

## Upamiętnienie

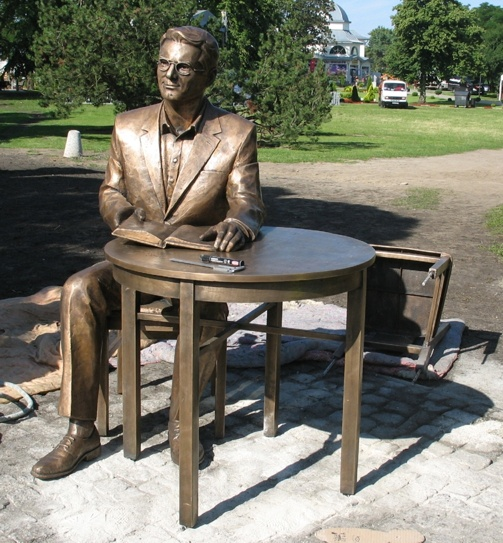
Pomnik w Międzyzdrojach (autor Michał Selerowski)

26 czerwca 2012 w gdańskiej dzielnicy Strzyża otwarto skwer jego imienia, nieopodal domu, w którym mieszkał.
21 stycznia 2015 został patronem IX Liceum Ogólnokształcącego w Gdańsku, którego był absolwentem.
Był bohaterem filmu dokumentalnego Tomasza Drozdowicza i Marii Nockowskiej Kolba, na szczęście! (2010), a także książki Aleksandry Iwanowskiej Przypadek nie-przypadek. Krzysztof Kolberger (2007) i Marzanny Graff-Oszczepalińskiej Odnaleźć dobro / Siła codzienności (2008), w której opowiadał w formie pamiętnika o swoim osobistym spotkaniu z prawdziwym dobrem tkwiącym w człowieku.

## Filmografia

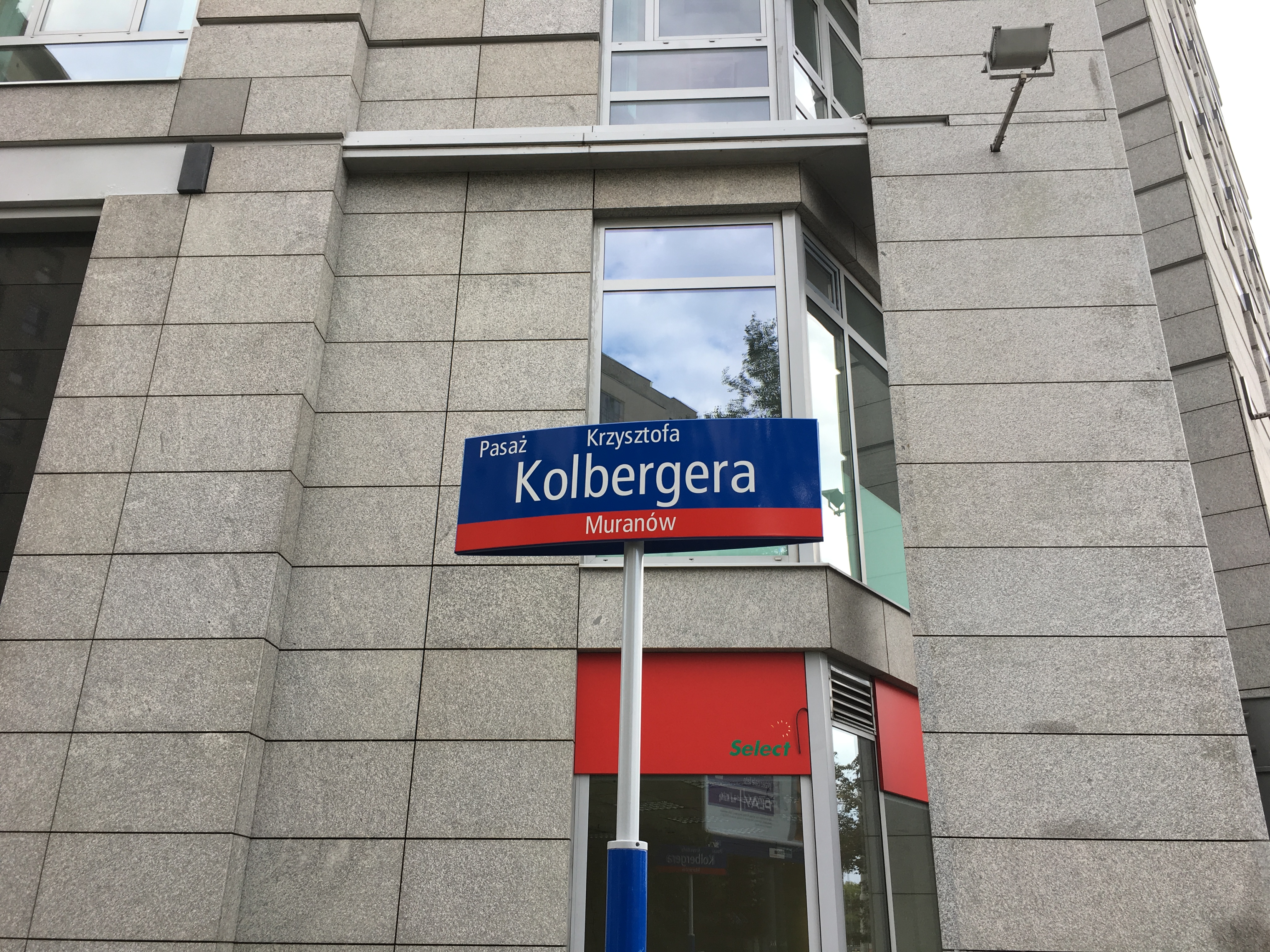
Pasaż Krzysztofa Kolbergera w Warszawie

### Seriale telewizyjne
- 1974: Ile jest życia – Kacper Janas, aktor, syn Jerzego
- 1974: S.O.S. – Marek, chłopak Elżbiety Kostroń
- 1979–1981: Najdłuższa wojna nowoczesnej Europy – Dezydery Chłapowski
- 1985: Przyłbice i kaptury – narrator
- 1988: Komediantka – Henryk Zaleski
- 1987: Rzeka kłamstwa – Kaj Gozdawa
- 1988: Kanclerz – Reinhold Heidenstein
- 1990: Modrzejewska – Karol Chłapowski
- 1993: Kuchnia polska – Jerzy Bergman
- 1995: Ekstradycja – Jerzy, szef UOP
- 1996: Ekstradycja 2 – Jerzy, szef UOP
- 1999: Ekstradycja 3 – Jerzy, szef UOP
- 2000: Przeprowadzki – doktor Zygfryd Reutt (odc. 4)
- 2000: Twarze i maski – reżyser Wieluński
- 2000: Dom – prezes Radiokomitetu
- 2001: Marszałek Piłsudski – kapitan Ignacy Boerner
- 2002: W pustyni i w puszczy (serial) – Linde
- 2002: Sfora – Ryszard Starewicz „Stary”, szef gangu
- 2003: Tak czy nie? – Jerzy Barniłowski
- 2005: Oficer − taksówkarz (odc.12, niewymieniony w napisach końcowych)
- 2006: Fałszerze – powrót Sfory – Ryszard Starewicz „Stary”, szef gangu

### Filmy
- 1974: Koniec babiego lata – Józek
- 1975: Mazepa – Zbigniew
- 1977: Palace Hotel – młody człowiek
- 1977: Żołnierze wolności – powstaniec
- 1979: Hotel klasy lux – Michał Wojtan
- 1980: Kontrakt – Piotr
- 1980: W biały dzień – Radziejowicz
- 1981: Cień – Andrzej Korwin
- 1982: Epitafium dla Barbary Radziwiłłówny – Anonimus
- 1982: Jeśli się odnajdziemy – Maciek
- 1983: Na straży swej stać będę – Janek Klimza
- 1984: Przyspieszenie – reżyser Maciek
- 1984: Misja Ninji – Mason
- 1985: Dziewczęta z Nowolipek – Ignacy
- 1985: Rajska jabłoń – Ignacy
- 1987: Klątwa Doliny Węży – Tarnas
- 1987: Polska historia kina (telewizyjny)
- 1987: Zabij mnie glino – mężczyzna w windzie
- 1988: Kornblumenblau – blokowy Kornblumenblau
- 1988: Oszołomienie – Korowicz
- 1989: Ostatni prom – Marek Ziarno
- 1989: Żelazną ręką – Reinhold Heidenstein
- 1990: Zakład – Marek
- 1991: Kuchnia polska – Jerzy Bergman
- 1992: 1968. Szczęśliwego Nowego Roku – Jerzy Bergman
- 1993: Dwa księżyce – Jerzy
- 1994: Komedia małżeńska – Waldi
- 1995: Dzieje mistrza Twardowskiego – dworzanin
- 1997: Kroniki domowe – ojciec
- 1997: Opowieści weekendowe: Ostatni krąg – konferansjer
- 1997: Ucieczka (Szökés) – Ory
- 1999: Pan Tadeusz – Adam Mickiewicz
- 1999: Wszyscy moi bliscy (Vsichni moji blizci) – Leo
- 2000: Zakochani
- 2000: Niewypowiedziana wojna – generał Maxime Weygand
- 2001: W kogo ja się wrodziłem – Ryszard Lechotycki
- 2001: W pustyni i w puszczy – Linde
- 2002: Sfora: Bez litości – Ryszard Starewicz "Stary", szef gangu
- 2005: Rozdroże Cafe – senator
- 2005: Spadek (Inheritance) – Grzegorz
- 2007: Katyń – ksiądz Jasiński
- 2007: Z miłości
- 2008: Senność – psychiatra ksiądz
- 2009: Popiełuszko. Wolność jest w nas – ksiądz kanclerz
- 2009: Moja krew – lekarz neurolog
- 2013: Sierpniowe niebo. 63 dni chwały – profesor Szapiro

Spektakle telewizyjne
- 1972: Lucy Crown – Jeff
- 1973: Moje serce jest w górach – młody Mąż
- 1973: Maskarada – Książę Zwiezdicz
- 1973: Don Carlos – Don Carlos
- 1974: Popiół i diament – Maciek Chełmicki
- 1974: Romeo i Julia – Romeo
- 1977: Trzy po trzy
- 1996: Nieprzyjaciel – Jakub
- 2001: Herbatka u Stalina – Maksim Litwinow

### Jako lektor
- 1987: Droga mogiłami znaczona – lektor
- 1989: Nim słońce wejdzie…
- 1998: Adama... tajemnice – recytujący
- 1998: Życie pośmiertne Adama Mickiewicza – lektor

## Dubbing
- 1973: Wielka miłość Balzaka – poeta Lesiński w salonie Hańskich w Wiedniu
- 1976: Pogoda dla bogaczy – Rudy Jordache
- 1977: Anna Karenina – hrabia Aleksy Wroński
- 1986: Piotr Wielki – Piotr I
- 1987: Na srebrnym globie – Tomasz
- 1987: Dawni kronikarze zapisali... – lektor
- 1995: Akwarium, czyli samotność szpiega – Amerykanin zwerbowany przez Suworowa
- 1998: Magiczny miecz – Legenda Camelotu – król Artur
- 2000: Baldur’s Gate II: Cienie Amn – Jon Irenicus
- 2002: Psie serce – Platon
- 2003: August Kardynał Hlond – lektor
- 2003: Nawiedzony dwór – Master Edward Gracey
- 2005: Jan Paweł II – Karol Wojtyła/Jan Paweł II
- 2005: Siostry Lilpop i ich miłości – lektor
- 2006: Zniewolony teatr – narrator
- 2006: Boskie oblicze – narrator
- 2006: Tryptyk rzymski – narrator
- 2008: Fallout 3 – prezydent John Henry Eden
- 2009: Królewna Śnieżka i siedmiu krasnoludków – narrator

## Dyskografia
- 1988: Bajki Natalki (wyd. Polskie Nagrania „Muza”)
- 2011: Strofy życia (wyd. Soliton)

## Odznaczenia i nagrody
- 1976: Nagroda im. Leona Schillera przyznawana przez SPATiF dla młodego aktora
- 1977: Srebrny Krzyż Zasługi
- 1981: nagroda aktorska na KSF „Młodzi i Film” w Koszalinie za film Kontrakt
- 1997: Odznaka Zasłużony Działacz Kultury
- 2005: Złoty Mikrofon – „za wielkie radiowe kreacje w utworach klasyki polskiej i światowej”[34]
- 2005: Krzyż Kawalerski Orderu Odrodzenia Polski – „za wybitne zasługi w pracy artystycznej”[35]
- 2006: Super Wiktor Specjalny[36]
- 2006: laureat w konkursie „Mistrz Mowy Polskiej”[37]
- 2007: Krzyż Oficerski Orderu Odrodzenia Polski – „za wybitne zasługi w działalności na rzecz przemian demokratycznych w Polsce, za zaangażowanie w walkę o wolność słowa i wolne media, za osiągnięcia w podejmowanej z pożytkiem dla kraju pracy zawodowej i społecznej[38][39]
- 2008: Złoty Medal „Zasłużony Kulturze Gloria Artis”[40]
- 2009: Nagroda „Totus” przyznawana z okazji Dnia Papieskiego przez Fundację „Dzieło nowego Tysiąclecia” – w kategorii „Osiągnięcia w dziedzinie kultury chrześcijańskiej”[41]
- 2009: Wielki Splendor[42]
- 2011: Krzyż Komandorski Orderu Odrodzenia Polski (pośmiertnie)[43]